# Kvænangsfjellet
Kvænangsfjellet (en kven: Naavuononvaara) es un área montañosa en los municipios de Kvænangen y Nordreisa en la provincia de Troms, Noruega. La ruta europea E6 cruza la zona desde Oks Fjord en el sur hasta el fiordo de Kvænangen en el norte. En invierno la ruta permanece cerrada entre 10 a 15 días por tormentas de nieve. Un tramo está expuesto al clima, cercano al punto más alto (402 m). 

## Historia
Durante la Segunda Guerra Mundial, los nazis construyeron una estructura que mantenía la ruta, usando prisioneros del campo de Veidal. Ésta fue destruida mediante tierra quemada durante la retirada en 1944.

## Actualidad
El Gildetun Inn (en noruego: Gjestehuset Gildetun) se ubica en Kvænangsfjellet y sirve como punto de descanso. Posee lugares para fotografía y una exposición de taxidermia.
Kvænangsfjellet es un punto donde los sami pastorean renos.

## Galería de imágenes

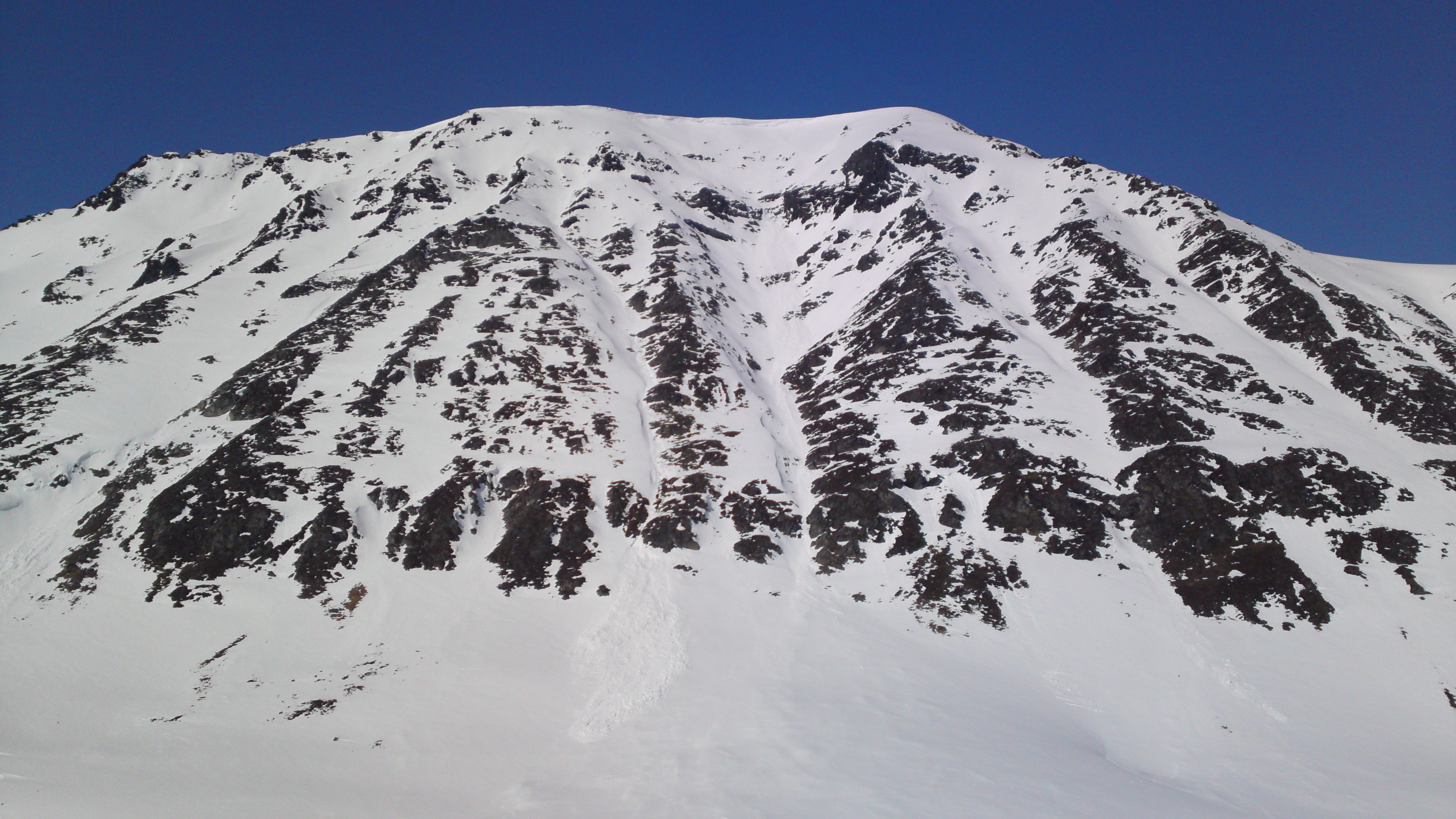
Storbukttind (literalmente, 'Gran monte de la bahía'; mide 1054 m y está al oeste de la ruta E6.
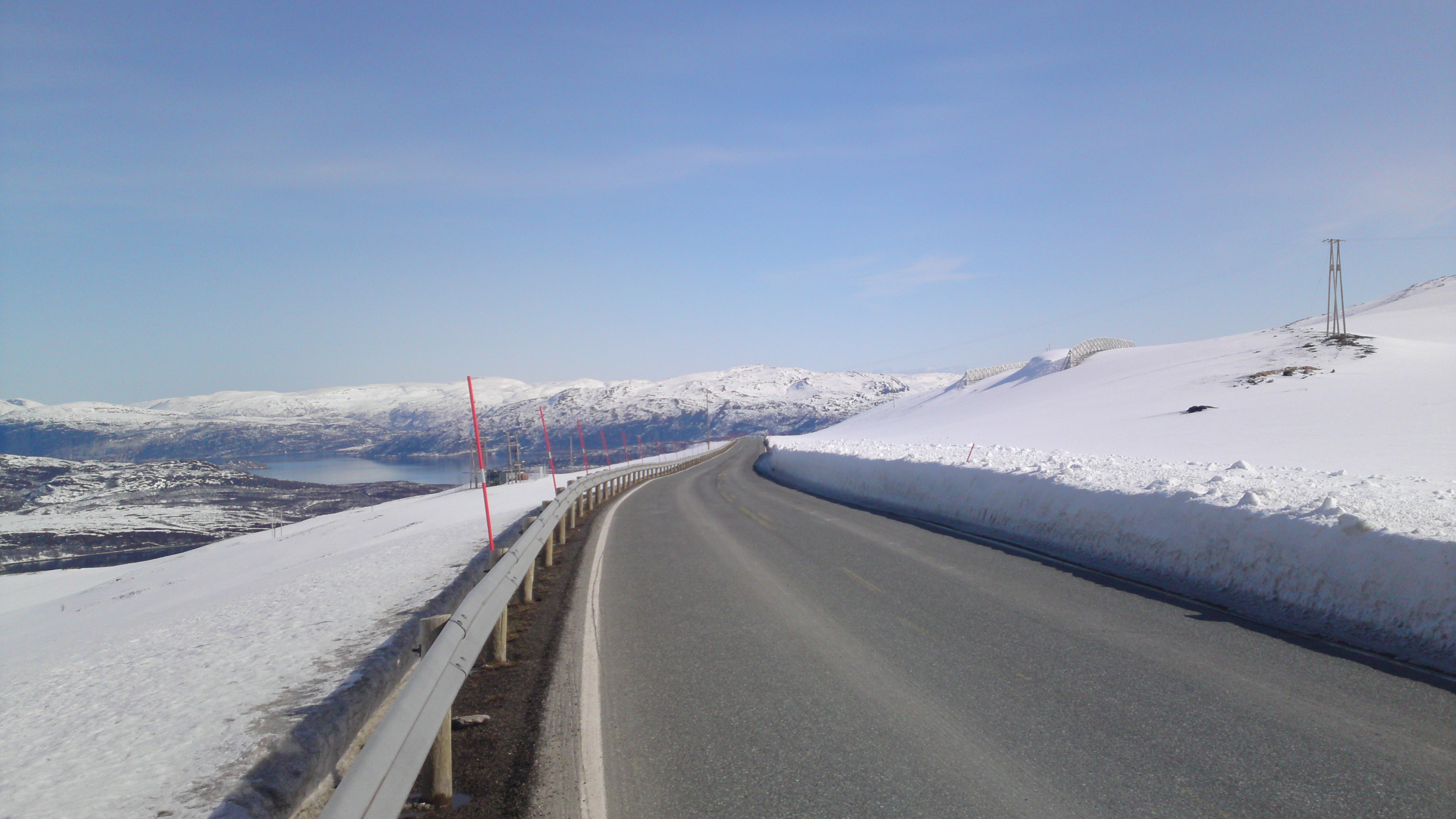
El camino en abril.
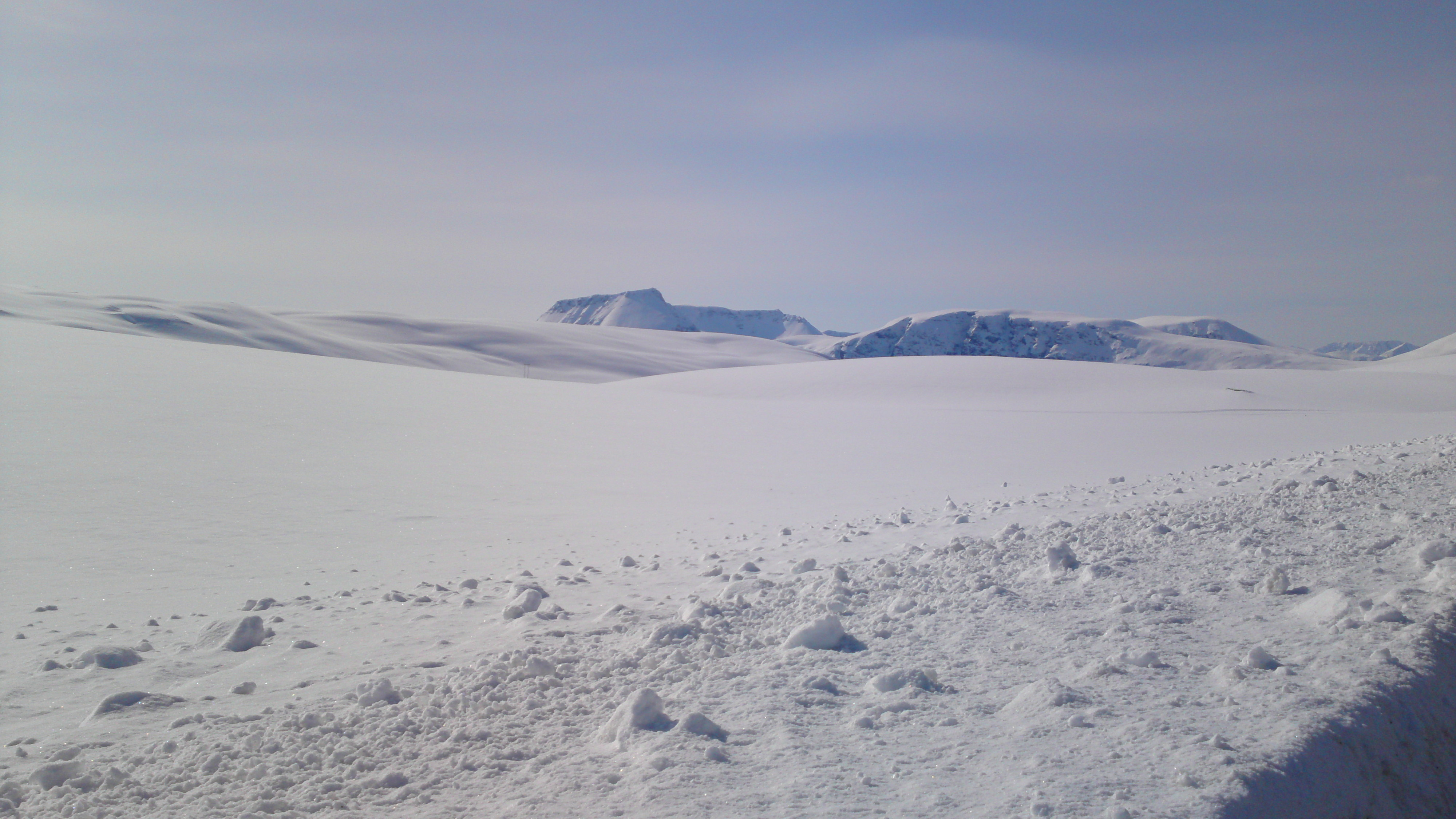
Zona de esquí de Kvænangsfjellet, al este de la ruta E6.